# Stazione di Olimpico-Farnesina
La stazione di Olimpico-Farnesina, nota anche come Farneto, era una fermata ferroviaria a servizio di Roma. Era ubicata all'interno della galleria Cassia-Monte Mario della Cintura Nord.

## Storia
Al fine di dotare lo stadio Olimpico di un collegamento ferroviario in occasione del campionato del mondo 1990, venne deciso il completamento di un tratto dell'incompiuta Cintura Nord, concepita negli anni 30 del XX secolo per creare una tracciato di circonvallazione attorno a Roma; a servizio dei passeggeri diretti o provenienti dallo stadio si decise di apporre una banchina sulla sede originariamente predisposta per il secondo binario, nel tratto della galleria che costeggia via dei Monti della Farnesina.
L'attivazione della fermata, il cui costo di realizzazione fu di 15 miliardi di lire, avvenne il 9 giugno 1990.
Al termine della manifestazione calcistica la struttura venne chiusa, subendo rapidamente episodi di vandalismi e degrado; fra il 2 marzo 1993 e il 1995 la stazione venne posta sotto sequestro assieme a quella di Vigna Clara, nell'ambito di un'indagine su presunte irregolarità della pubblica amministrazione nella realizzazione del collegamento, ritenuto non conforme alle normative di sicurezza.
Il 23 aprile 2008 la fermata venne adibita a centro sociale di destra in seguito all'occupazione da parte di militanti del Blocco Studentesco; pochi mesi prima, Rete Ferroviaria Italiana aveva eliminato la fermata dal progetto di riattivazione della linea di cintura. Dopo lo sgombero, avvenuto il 27 agosto 2015, la fermata venne riqualificata come uscita di sicurezza (in gergo "Posto di Esodo") della tratta Valle Aurelia-Vigna Clara, ultimata nel 2016 e riattivata nel 2022.

## Strutture e impianti
La fermata disponeva di un parcheggio esterno e di un fabbricato viaggiatori in galleria, che ospitava un atrio dotato di ambulatorio e posto della Polizia ferroviaria. L'accesso al binario avveniva mediante una galleria di 150 metri, il cui afflusso era regolato da un sistema computerizzato. Il progetto prevedeva anche la realizzazione di un piano superiore, destinato a ospitare uffici delle Ferrovie dello Stato.
Era dotata di un binario passante destinato al servizio viaggiatori, servito da una banchina posta sulla sede destinata a ospitare il secondo binario della galleria.

## Movimento
La stazione venne usata solo in occasione delle sei gare del mondiale 1990 svoltesi allo stadio Olimpico: per ogni giornata era previsto il passaggio di dodici convogli.